# Баринго
Бари́нго (англ. Baringo) — пресноводное озеро в Восточно-Африканской рифтовой долины, в то время как все другие озёра сильно щелочные. Название озера происходит от слова Mparingo, которое на языке местного населения означает озеро. В его центре находится несколько островков: Ол-Кокве (Ol Kokwe) и Самантиан (Samantian), располагают лоджами (отели для сафари) класса люкс.

## Флора и фауна
Особенность озера — это эндемичный вид рыб Oreochromis niloticus. Озеро является родиной замечательного множества птиц (около 500 видов). В озере обитают многочисленные крокодилы и бегемоты. Особенная туристическая достопримечательность — это кормление рыбой орланов-крикунов.

## Палеоантропология
На берегах озера Баринго находятся всемирно известные местонахождения ископаемых гоминид родов Homo, Orrorin, Australopithecus: Капчеберек, Чемерон, Чесованджа, Табарин, Каптурин, а также единственная в мире находка трёх ископаемых зубов шимпанзе возрастом 545 тысяч лет назад.

## Экология
Озеро Баринго является единственным пресноводным озером в Восточно-Африканской рифтовой долине. Из-за деятельности человека и многочисленных дождей в 2020 году появилась угроза слияния озера Баринго с щелочным озером Богория. Слияние двух этих озёр приведёт к уничтожению многих эндемичных видов характерных для этого озера.